# 松本輝
松本 輝（まつもと あきら、1977年8月30日 - ）は、日本の元プロ野球選手（投手）。2001年の登録名は「アキラ」、2002年から2003年までの登録名は「輝」。2011年12月から2020年までソフトバンクホークスの打撃投手を務めた。

## 経歴

### プロ入り前
熊本県熊本市出身。父親が小学校野球部の監督をしていた影響で、幼稚園の頃から野球に触れる。本格的に野球の練習を始めたのは、帯山西小学校4年の時から。中学生時代は野球チーム「熊本北シニア」でプレーし、熊本市立帯山中学校の学内の部活動では、柔道部に所属。足技系を得意とし、練習中に大怪我を経験するも、昇段試験に受かり、黒帯取得。
その後熊本県立熊本工業高等学校に進学し、3年時はエースを任された。野球部では2学年先輩に高波文一、1学年先輩に田中秀太、同学年には荒木雅博・田中雅興と、後に競輪選手となる合志正臣がいた。1994年から2年連続で春の甲子園に出場。3年夏は、県大会の準決勝で九州学院と対戦し敗れた。3年時にAAAアジア選手権代表に選出された。
1995年のドラフト会議で福岡ダイエーホークスから2位指名を受けて入団。

### ダイエー・ソフトバンク時代
本格派投手として、同期でドラフト1位の斉藤和巳に勝るとも劣らない期待を受けていた。最速150km/hを記録する速球を持つものの、制球力の悪さや調子の波の激しさからたまに一軍に顔を出す程度と伸び悩んだ。初登板は2000年4月9日の日本ハム戦（福岡ドーム）で、3回に救援登板した。しかし、当時のダイエーは投手層が厚かったため、10年間で一軍登板40試合にとどまり、1勝もできなかった。

### 楽天時代
2006年5月2日、斉藤秀光との交換トレードで東北楽天ゴールデンイーグルスへ移籍。
2007年4月12日の対西武ライオンズ戦（宮城）で、先発・田中将大の後を受け二番手として登板し、8回表を無失点に抑える。その裏、チームは勝ち越しに成功し、プロ入り12年目にして初勝利を救援勝利で上げた。初勝利を挙げるまでの年数が12年というのは西清孝の13年に次ぐ歴代2位の長さである。4月24日の対オリックス戦（スカイマーク）で初セーブを挙げた。本拠地開催となった2007年のオールスターゲームのパ・リーグ中継部門でファン投票1位となったが、7月6日に故障による欠場が発表された。
2008年3月22日、開幕第2戦の対福岡ソフトバンクホークス戦で、延長11回裏にドミンゴ・グスマンから代わってリリーフ登板。しかし、2アウト満塁のピンチに立たされると、代打の本間満にサヨナラヒットを打たれ、ソフトバンクの2試合連続サヨナラ勝ちを喫した。
2010年はキャンプから仕上がりの良さを見せていたが、防御率8点台の上登板試合も少なかった。
2011年は、一軍での登板は無く二軍でも15試合の登板で防御率4.62に終わり、10月9日に戦力外通告を受け、12月2日に自由契約公示された。

### 引退後
2011年12月27日に古巣ソフトバンクに打撃投手として採用された。
2021年からアマスカウト関東地区担当。

## 選手としての特徴
サイドスロー気味のスリークォーターから繰り出すスライダー・シュートを駆使した横の揺さぶり、チェンジアップ・フォークなど緩急をつけた投球が持ち味。

## 詳細情報

### 年度別投手成績
| 年 度      | 球 団                 | 登 板 | 先 発 | 完 投 | 完 封 | 無 四 球 | 勝 利 | 敗 戦 | セ 丨 ブ | ホ 丨 ル ド | 勝 率 | 打 者 | 投 球 回 | 被 安 打 | 被 本 塁 打 | 与 四 球 | 敬 遠 | 与 死 球 | 奪 三 振 | 暴 投 | ボ 丨 ク | 失 点 | 自 責 点 | 防 御 率 | W H I P |
| ---------- | --------------------- | ----- | ----- | ----- | ----- | -------- | ----- | ----- | -------- | ----------- | ----- | ----- | -------- | -------- | ----------- | -------- | ----- | -------- | -------- | ----- | -------- | ----- | -------- | -------- | ------- |
| 2000       | ダイエー ソフトバンク | 11    | 4     | 0     | 0     | 0        | 0     | 3     | 0        | --          | .000  | 132   | 29.2     | 33       | 1           | 13       | 1     | 1        | 17       | 2     | 0        | 23    | 22       | 6.67     | 1.55    |
| 2001       | ダイエー ソフトバンク | 3     | 0     | 0     | 0     | 0        | 0     | 0     | 0        | --          | ----  | 24    | 4.2      | 10       | 1           | 0        | 0     | 0        | 2        | 0     | 0        | 5     | 5        | 9.64     | 2.14    |
| 2002       | ダイエー ソフトバンク | 11    | 0     | 0     | 0     | 0        | 0     | 2     | 0        | --          | .000  | 63    | 14.0     | 15       | 2           | 5        | 1     | 2        | 8        | 1     | 1        | 5     | 5        | 3.21     | 1.43    |
| 2003       | ダイエー ソフトバンク | 2     | 0     | 0     | 0     | 0        | 0     | 0     | 0        | --          | ----  | 13    | 2.0      | 2        | 0           | 4        | 0     | 1        | 1        | 0     | 0        | 1     | 1        | 4.50     | 3.00    |
| 2004       | ダイエー ソフトバンク | 4     | 0     | 0     | 0     | 0        | 0     | 0     | 0        | --          | ----  | 34    | 7.1      | 9        | 0           | 3        | 0     | 0        | 5        | 0     | 0        | 3     | 3        | 3.68     | 1.64    |
| 2005       | ダイエー ソフトバンク | 9     | 0     | 0     | 0     | 0        | 0     | 0     | 0        | 0           | ----  | 49    | 11.2     | 15       | 0           | 3        | 0     | 0        | 7        | 0     | 0        | 5     | 5        | 3.86     | 1.54    |
| 2007       | 楽天                  | 33    | 0     | 0     | 0     | 0        | 2     | 1     | 1        | 4           | .667  | 154   | 32.1     | 36       | 3           | 16       | 0     | 8        | 20       | 1     | 0        | 24    | 22       | 6.12     | 1.61    |
| 2008       | 楽天                  | 21    | 0     | 0     | 0     | 0        | 0     | 0     | 0        | 1           | ----  | 131   | 27.1     | 41       | 5           | 11       | 1     | 1        | 16       | 3     | 0        | 19    | 18       | 5.93     | 1.90    |
| 2009       | 楽天                  | 7     | 0     | 0     | 0     | 0        | 0     | 0     | 0        | 0           | ----  | 36    | 8.0      | 8        | 0           | 4        | 0     | 1        | 3        | 0     | 0        | 3     | 3        | 3.38     | 1.50    |
| 2010       | 楽天                  | 8     | 0     | 0     | 0     | 0        | 0     | 1     | 0        | 0           | .000  | 78    | 15.2     | 27       | 2           | 7        | 0     | 1        | 7        | 0     | 0        | 16    | 14       | 8.04     | 2.18    |
| 通算：10年 | 通算：10年            | 109   | 4     | 0     | 0     | 0        | 2     | 7     | 1        | 5           | .222  | 714   | 152.2    | 196      | 14          | 66       | 3     | 15       | 86       | 7     | 1        | 104   | 98       | 5.78     | 1.72    |

- ダイエー（福岡ダイエーホークス）は、2005年にソフトバンク（福岡ソフトバンクホークス）に球団名を変更

### 記録
- 初登板：2000年4月9日、対日本ハムファイターズ3回戦（福岡ドーム）、3回表1死に2番手で救援登板、1回2/3を1失点
- 初奪三振：2000年4月13日、対西武ライオンズ3回戦（西武ドーム）、7回裏にレジー・ジェファーソンから
- 初先発登板：2000年5月6日、対大阪近鉄バファローズ7回戦（大阪ドーム）、2回1/3を5失点（自責点4）で敗戦投手
- 初ホールド：2007年4月3日、対北海道日本ハムファイターズ1回戦（フルキャストスタジアム宮城）、6回表2死に2番手で救援登板、1回2/3を無失点
- 初勝利：2007年4月12日、対西武ライオンズ5回戦（フルキャストスタジアム宮城）、8回表に2番手で救援登板、1回無失点
- 初セーブ：2007年4月24日、対オリックス・バファローズ3回戦（スカイマークスタジアム）、9回裏1死に5番手で救援登板・完了、2/3回無失点

### 背番号
- 67 （1996年 - 2006年途中）[5]
- 65 （2006年途中 - 2011年）
- 102 （2012年 - 2020年）[6]

### 登録名
- 松本 輝 （まつもと あきら、1996年 - 2000年、2004年 - ）[5][6]
- アキラ （2001年）[5]
- 輝 （あきら、2002年 - 2003年）[5]